# Amy Millan
Amy Millan (nascida em 3 de dezembro de 1973) é uma cantora e guitarrista canadense de indie rock. Ela gravou e se apresentou com as bandas Stars e Broken Social Scene como bem teve uma carreira solo. Seu segundo álbum solo, Masters of the Burial, foi lançado pela gravadora Arts & Crafts em setembro de 2009. Seu parceiro é Evan Cranley da banda Stars. Em 16 de setembro de 2010, eles anunciaram que iriam ter um filho juntos.

## Discografia

### Álbuns
| Título                | Gravadora                        | Ano  |
| --------------------- | -------------------------------- | ---- |
| Honey from the Tombs  | Arts & Crafts/City Slang Records | 2006 |
| Masters of the Burial | Arts & Crafts                    | 2009 |

### EPs
| Título                                     | Gravadora     | Ano  |
| ------------------------------------------ | ------------- | ---- |
| KCRW.com Presents Morning Becomes Eclectic | Arts & Crafts | 2007 |

### Singles
| Single     | B-Side                                     | Gravadora     | Formato | Ano  |
| ---------- | ------------------------------------------ | ------------- | ------- | ---- |
| Losin’ You | "We All Lose One Another" by Jason Collett | Arts & Crafts | 7"      | 2006 |
| Baby I     | "Murder Train Song"                        | Arts & Crafts | 7"      | 2006 |

### Compilações
| Álbum                            | Ano  | Músicas             | Notas                                                                                      |
| -------------------------------- | ---- | ------------------- | ------------------------------------------------------------------------------------------ |
| Drowning Mona Soundtrack         | 2000 | "Bury Me"           | Apresentada com Grindig; a música apareceu no filme, mas não foi incluída na trilha sonora |
| XM: Live at the Verge            | 2006 | "Skinny Boy (Live)" |                                                                                            |
| CBC Radio 3 Sessions, Volume III | 2007 | "Skinny Boy (Live)" |                                                                                            |
| Mamma Yamma and Friends          | 2008 | "Broccoli Song"     | Versão de "He Brings Out the Whiskey in Me" apresentada na televisão                       |
| Arts and Crafts Sampler Volume 6 | 2009 | "Bruised Ghosts"    |                                                                                            |

### Colaborações
| Álbum                               | Artista                                       | Ano  | Músicas |
| ----------------------------------- | --------------------------------------------- | ---- | --- |
| A Good Day Sailing                  | Memphis                                       | 2002 | "The Phone Call" |
| Folkloric Feel                      | Apostle of Hustle                             | 2004 | "Baby You're in Luck" |
| Live at Radio Aligre in Paris       | Broken Social Scene                           | 2004 | "Almost Crimes", "Baby You’re in Luck", "Starts with a Big Finish", "Cause=Time", "Bruised Ghosts", "Let’s Get Out of Here" |
| Broken Social Scene                 | Broken Social Scene                           | 2005 | "Ibi Dreams of Pavement", "Major Label Debut", "Hotel", "Bandwitch"                                                         |
| Idols of Exile                      | Jason Collett                                 | 2005 | "Fire", "Parry Sound", "I'll Bring the Sun", "These Are the Days"                                                           |
| Alone, Not Alone                    | Montag                                        | 2005 | "Perfect Vision", "Angles, Country & Gerrain Connu"                                                                         |
| Going Places                        | Montag                                        | 2007 | "Mechanical Kids", "Safe in Sound"                                                                                          |
| Spirit If…                          | Broken Social Scene Presents: Kevin Drew      | 2007 | "Broke Me Up", "Aging Faces/Losing Places", "When It Begins"                                                                |
| Everything I've Forgotten to Forget | Amos the Transparent                          | 2007 | "After All That, It's Come to This"                                                                                         |
| The Priddle Concern                 | The Priddle Concern                           | 2008 | "Back Around" |
| Something for All of Us             | Broken Social Scene Presents: Brendan Canning | 2008 | "Antique Bull" |
| A New Tide                          | Gomez                                         | 2009 | "Win Park Slope" |
| It Goes, It Goes                    | Halves                                        | 2010 | "Growing and Glow" |
| Forgiveness Rock Record             | Broken Social Scene                           | 2010 | "Chase Scene", "Sentimental X’s"                                                                                            |